# Oli Rahman
Oli Rahman (7 de julho de 1975) é um ex-futebolista profissional ganês, atuava como meio-campo, medalhista olímpico de bronze.
Oli Rahman conquistou a a medalha de bronze em Barcelona 1992.